# Parafia Narodzenia Najświętszej Maryi Panny w Jarandowie
Parafia Narodzenia Najświętszej Maryi Panny w Jarandowie – parafia rzymskokatolicka znajdująca się w archidiecezji warmińskiej, w dekanacie Lidzbark Warmiński.